# Maria Helpsterkapel (Moresnet-Chapelle)

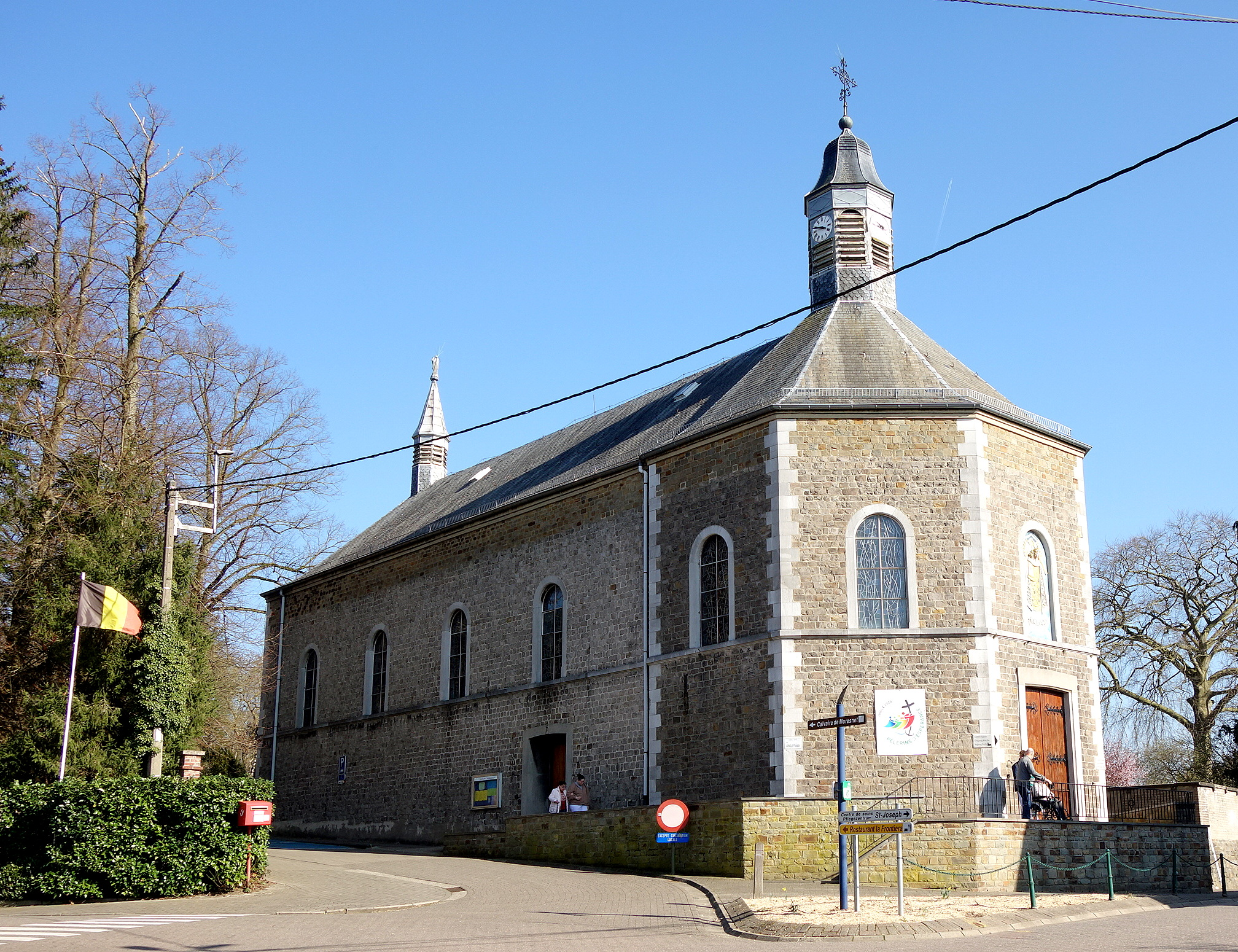
Maria Helpsterkapel

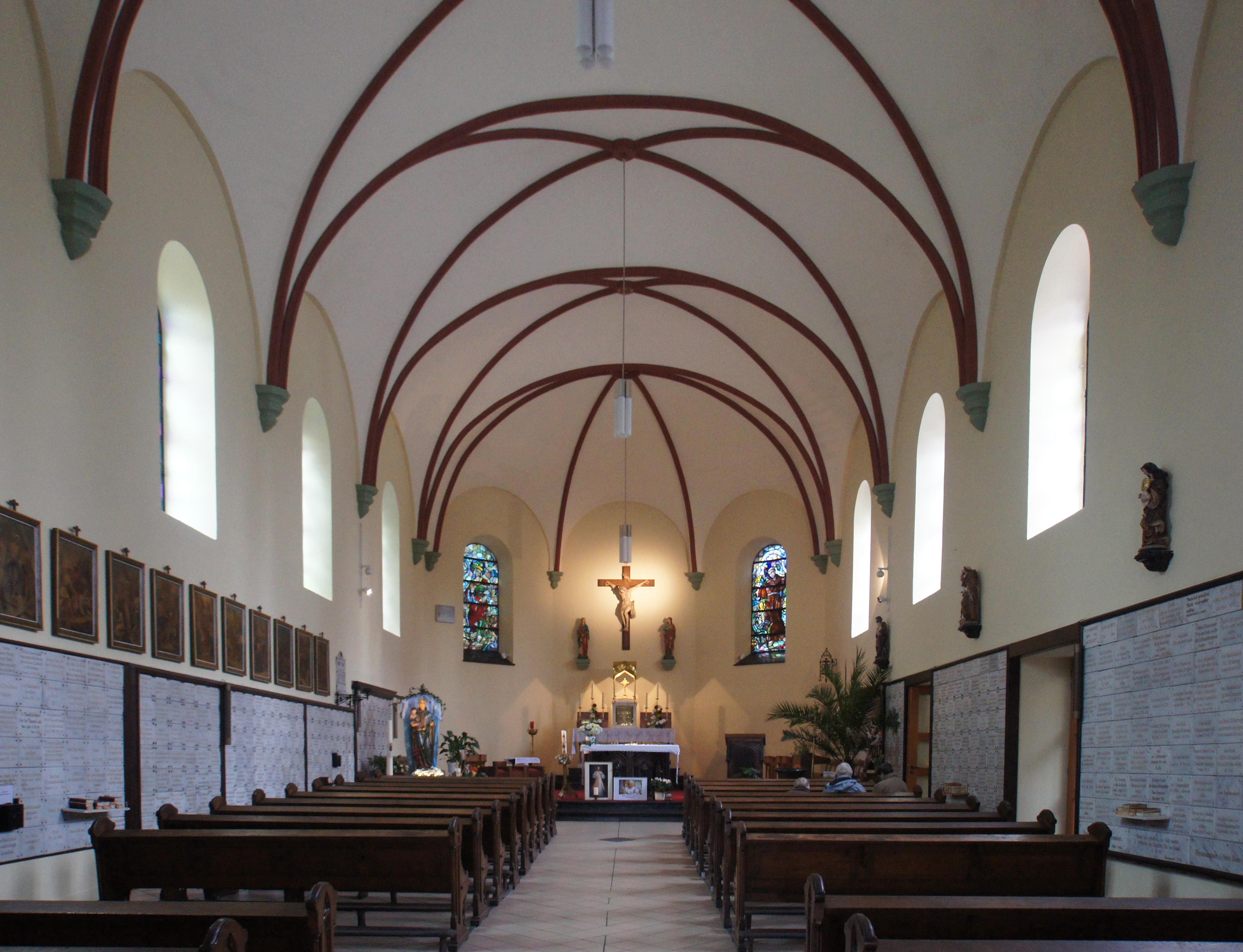
Interieur

De Maria Helpsterkapel (Frans: Chapelle Notre-Dame-Auxiliatrice) is een bedevaartskapel in de tot de Belgische gemeente Plombières behorende plaats Moresnet-Chapelle, gelegen aan de Rue de la Chapelle 36.

## Geschiedenis
Arnold Franck, geboren in 1741, gekend om zijn uitzonderlijke vroomheid, ging na de aardbeving van 1747 lijden aan epileptische aanvallen. Toen niets hem hiervan vermocht te genezen vroeg hij een dorpeling om uit Aken een beeld van Onze-Lieve-Vrouw met Kind te halen, dat hij plaatste in een eik in het nabijgelegen woud (vandaar Notre-Dame-au-Petit-Chêne ofwel Onze-Lieve-Vrouw van de Kleine Eik), en waarvoor hij sindsdien dagelijks bad.
Toen zijn gezondheid geleidelijk verbeterde gingen meer mensen uit de streek met hem mee om te bidden, hetgeen naar verluidt tot diverse mirakelen aanleiding gaf, waaronder het verhinderen van een gevaarlijke veeziekte in 1771, die de streek economisch dreigde te ruïneren.
Sindsdien kwamen er meer en meer pelgrims, doch de Franse revolutie eind 18e eeuw doofde het enthousiasme, maar de dreiging van een nieuwe veeziekte, in 1797, deed de devotie weer opleven, aangezien de afwending van de dreiging aan de bemiddeling van Maria werd toegeschreven.
In 1823, toen de streek ten derden male ontsnapte aan een veeziekte, werd een kapel gebouwd. Vanaf 1829 werden grote Mariaprocessies georganiseerd en in 1831 werden de mirakelen door het -voordien terughoudende- bisdom Luik erkend, en werd de kapel ingezegend.
Vanwege de Kulturkampf werden de franciscanen uit Aken in 1875 verdreven naar België en zij werden door het bisdom uitgenodigd om zich te Moresnet-Chapelle te vestigen en daar de pelgrims te begeleiden. In 1879 bouwden ze een nieuwe kapel, feitelijk een kerk. In de vloer vindt men de plaats aangegeven waar de -nu verdwenen- petit chêne heeft gestaan. Van 1898-1904 werd dan nog de kruisweg van Moresnet-Chapelle aangelegd.